# Ферруки, Исмаэль
Исмаэль Ферруки (фр. Ismaël Ferroukhi, 26 июня 1962, Кенитра) — французский кинорежиссёр и сценарист марокканского происхождения.

## Биография
В 1993 году снял короткометражный фильм «Изложение», получивший премию Кодак на Каннском МКФ. Как сценарист сотрудничал с Седриком Каном.

## Фильмография
- L’Exposé (1993, короткометражный)
- L’Inconnu (1996, короткометражный)
- Le Grand Voyage (2004, номинация на премию BAFTA, номинация на Золотую звезду МКФ в Марракеше, премия Луиджи де Лаурентиса за лучший дебютный фильм на Венецианском МКФ, премия за лучший фильм на МКФ в Мар-дель-Плата)
- Enfances (2007, в соавторстве)
- Les hommes libres (2011)